# Aphantopus arctica
Aphantopus arctica är en fjärilsart som beskrevs av Adalbert Seitz 1908. Aphantopus arctica ingår i släktet Aphantopus och familjen praktfjärilar. Inga underarter finns listade i Catalogue of Life.